# Torino Football Club 2022-2023
Questa voce raccoglie le informazioni riguardanti il Torino Football Club nelle competizioni ufficiali della stagione 2022-2023.

## Stagione
Dopo il 10º posto ottenuto nella stagione precedente il Torino conferma l'allenatore croato Ivan Jurić in panchina.
Nonostante le aspettative createsi nell'ambiente granata dopo le buone prestazioni della stagione precedente la squadra perde numerosi dei giocatori più importanti della rosa. In particolare Mandragora, Pobega, Brekalo e Praet, che ritornano ai loro rispettivi club e il capitano Belotti che non rinnova il contratto, lasciando Torino dopo sette stagioni, condite da 251 presenze e 113 marcature. Lascia il club anche il difensore brasiliano Bremer, reduce da una stagione eccezionale, che viene venduto alla Juventus per quasi 50 milioni di euro, diventando la cessione più redditizia nella storia del club granata.
Iniziata la preparazione in Austria con una rosa ristretta ed incompleta nel mese di luglio i Granata affrontano le prime amichevoli. Con la stagione imminente ed una rosa da rafforzare in tutti i reparti la dirigenza mette a segno una serie di acquisti: in pochi giorni arrivano alla corte del tecnico i trequartisti Radonjić dal Marsiglia, Mirančuk dall'Atalanta e Vlašić dal West Ham Utd, l'esterno Lazaro dall'Inter e il difensore Perr Schuurs dall'Ajax.
Forte dei nuovi acquisti il Toro inizia la stagione sportiva con una convincente vittoria contro il Palermo, imponendosi per 3-0 nei trentaduesimi di finale di Coppa Italia.
Anche il debutto in campionato vede la squadra imporsi per 1-2 in casa del Monza, neopromosso ed esordiente. Alla vigilia di suddetta partita, un acceso diverbio con la società porta all’esclusione dalla rosa di Saša Lukić, che verrà successivamente reintegrato ma privato della fascia da capitano precedentemente assegnatagli. Dopo un pareggio a reti bianche contro la Lazio in casa i Granata battono anche la Cremonese in trasferta. Si tratta della prima volta dalla stagione 1976-1977 che il Torino vince le prime due gare in trasferta. Nel turno successivo arriva la prima sconfitta stagionale, in casa dell'Atalanta, grazie ad una tripletta dell'olandese Koopmeiners. Dopo una vittoria contro il Lecce la squadra va incontro ad una serie di risultati negativi, soprattutto a causa della difficoltà a segnare, tendenza poi superata da una larga vittoria in Coppa Italia contro il Cittadella ed una vittoria in casa dell'Udinese, imbattuto da più di due mesi. La settimana seguente arriva la prima vittoria contro una big della gestione di Jurić, grazie al 2-1 ottenuto in casa contro il Milan. Nel mese di novembre la squadra affronta Bologna, Sampdoria e Roma, ottenendo rispettivamente una sconfitta, una vittoria ed un pareggio. Questi risultati portano i Granata alla pausa per i mondiali con un nono posto in classifica e 26 punti, frutto di sette vittorie e cinque pareggi. 
La parte post-mondiale si apre con due pareggi contro il Verona e la Salernitana, ma agli ottavi di Coppa Italia segue un'altra grande vittoria, anche stavolta contro il Milan, arrivata per 1-0 ai supplementari con gol di Adopo che permette ai granata di giungere ai quarti, dove però verranno eliminati dalla Fiorentina, che arriverà in finale.
In campionato il Torino rimane in costante contatto con la zona Europa, soprattutto grazie alla penalizzazione di 15 punti (poi ridotti a 10) inflitta alla Juventus, che stabilizza il Toro al 7º posto dopo la vittoria sull'Udinese di febbraio.
Dopo la sconfitta per 4-2 nel Derby, in cui fra l'altro va a segno anche l'ex Bremer, i granata cadono rovinosamente in casa contro il Napoli (0-4) e vanno incontro ad una serie di 4 partite senza vittorie, che li allontana dalle aspirazioni europee, dalla quale usciranno con un'importante vittoria sul campo della Lazio a fine aprile.
Dopo quella partita, la squadra del tecnico croato si riavvicina timidamente alla zona Europa grazie ad una serie di 5 partite senza sconfitte, ma deve rinunciare definitivamente alle speranze di giocare una competizione internazionale a due giornate dalla fine, quando la riduzione dei punti di penalizzazione alla Juventus relega il Toro all'8º posto (nonostante la schiacciante vittoria a La Spezia), che abbandona dopo la sconfitta all'ultima giornata contro l'Inter in casa per 0-1.
I granata terminano l'annata al 10º posto con 53 punti, uno dei migliori risultati (in punti) dell'era Cairo, con tre punti in più dell'anno prima. Il Torino inoltre fa registrare la quinta miglior difesa del campionato con 41 gol subiti.

## Divise e sponsor
Lo sponsor tecnico per la stagione 2022-2023 è Joma.
Il Torino conferma come main sponsor Suzuki, come official sponsor Beretta e come sleeve sponsor (presente sulla manica sinistra della maglia) N°38 Wüber; confermato anche il back sponsor EdiliziAcrobatica. Gli altri Top Sponsor affiliati alla società granata sono: Engie, Panealba-Campiello, Frecciarossa e Segafredo Zanetti.
| Casa | Trasferta | Terza divisa |

## Organigramma societario
Consiglio di Amministrazione
- Presidente: Urbano Cairo
- Vice Presidente:
- Consiglieri: Federico Cairo, Giuseppe Ferrauto, Uberto Fornara, Marco Pompignoli

Direzione generale e organizzativa
- Direttore generale: Massimo Bava
- Direttore operativo: Alberto Barile
- Team Manager: Marco Pellegri

Area Tecnica
- Responsabile area tecnica: Davide Vagnati
- Collaboratore area tecnica: Emiliano Moretti

Segreteria
- Segretario Generale: Andrea Bernardelli
- Segreteria: Marco Capizzi, Giulia Bellato

Area Comunicazione
- Responsabile Ufficio Stampa: Piero Venera
- Ufficio Stampa e Supporter Liaison Officer: Andrea Canta
- Social Media Manager: Andrea Santoro

Area Amministrativa
- Direttore Amministrativo: Luca Boccone

Area Stadio Olimpico e Biglietteria
- Responsabile biglietteria e rapporti coi club: Fabio Bernardi
- Addetto biglietteria e Vice Delegato Sicurezza: Dario Mazza
- Delegato per la Sicurezza: Roberto Follis

Area tecnica
- Allenatore: Ivan Jurić
- Vice Allenatore: Matteo Paro
- Allenatore dei Portieri: Paolo Di Sarno
- Analista: Leonardo Marasciulo
- Preparatori atletici: Paolo Solustri, Paolo Barbero, Stjepan Ostojić
- Coordinatore settore giovanile: Andrea Fabbrini
- Osservatore: Gaetano Zeoli
- Direttore settore giovanile: Ruggero Ludergnani

Area Sanitaria
- Responsabili Aree Mediche: Paolo Minafra, Gianfranco Albertini
- Fisioterapisti: Andrea Orvieto, Silvio Fortunato, Eugenio Piccoli
- Reparto medico: Massimiliano Greco

## Rosa
Rosa e numerazione sono aggiornate al 31 gennaio 2023.
| N. |                           | Ruolo | Calciatore                            |
| -- | ------------------------- | ----- | ------------------------------------- |
| 1  | Albania (bandiera)        | P     | Etrit Berisha                         |
| 2  | RD del Congo (bandiera)   | C     | Brian Bayeye                          |
| 3  | Paesi Bassi (bandiera)    | D     | Perr Schuurs                          |
| 4  | Italia (bandiera)         | D     | Alessandro Buongiorno (vice capitano) |
| 5  | Italia (bandiera)         | D     | Armando Izzo                          |
| 5  | Guadalupa (bandiera)      | D     | Andreaw Gravillon                     |
| 6  | Rep. Ceca (bandiera)      | D     | David Zima                            |
| 7  | Francia (bandiera)        | A     | Yann Karamoh                          |
| 7  | Italia (bandiera)         | A     | Simone Zaza                           |
| 8  | Italia (bandiera)         | C     | Jacopo Segre                          |
| 8  | Serbia (bandiera)         | C     | Ivan Ilić                             |
| 9  | Paraguay (bandiera)       | A     | Antonio Sanabria                      |
| 10 | Serbia (bandiera)         | C     | Saša Lukić                            |
| 11 | Italia (bandiera)         | A     | Pietro Pellegri                       |
| 13 | Svizzera (bandiera)       | D     | Ricardo Rodríguez (capitano)          |
| 14 | Turchia (bandiera)        | C     | Emirhan İlkhan                        |
| 14 | Inghilterra (bandiera)    | C     | Ronaldo Vieira                        |
| 16 | Croazia (bandiera)        | C     | Nikola Vlasic                         |
| 17 | Costa d'Avorio (bandiera) | D     | Wilfried Singo                        |
| 18 | Ungheria (bandiera)       | C     | Krisztofer Horváth                    |
| 19 | Austria (bandiera)        | C     | Valentino Lazaro                      |

| N. |                           | Ruolo | Calciatore              |
| -- | ------------------------- | ----- | ----------------------- |
| 20 | Italia (bandiera)         | A     | Simone Edera            |
| 21 | Francia (bandiera)        | C     | Michel Adopo            |
| 22 | Italia (bandiera)         | A     | Vincenzo Millico        |
| 23 | Senegal (bandiera)        | A     | Demba Seck              |
| 24 | Italia (bandiera)         | A     | Simone Verdi            |
| 26 | Costa d'Avorio (bandiera) | D     | Koffi Djidji            |
| 27 | Kosovo (bandiera)         | D     | Mërgim Vojvoda          |
| 28 | Italia (bandiera)         | C     | Samuele Ricci           |
| 32 | Serbia (bandiera)         | P     | Vanja Milinković-Savić  |
| 33 | Inghilterra (bandiera)    | D     | Sebastian John Wade     |
| 34 | Nigeria (bandiera)        | D     | Ola Aina                |
| 36 | Nuova Zelanda (bandiera)  | C     | Matthew Garbett         |
| 49 | Serbia (bandiera)         | C     | Nemanja Radonjić        |
| 59 | Russia (bandiera)         | C     | Aleksej Mirančuk        |
| 66 | Lituania (bandiera)       | C     | Gvidas Gineitis         |
| 73 | Italia (bandiera)         | P     | Matteo Fiorenza         |
| 78 | Romania (bandiera)        | D     | Andrei Anton            |
| 77 | Polonia (bandiera)        | C     | Karol Linetty           |
| 89 | Italia (bandiera)         | P     | Luca Gemello            |
| 94 | Francia (bandiera)        | D     | Ange Caumenan N'Guessan |

## Calciomercato

### Sessione estiva(dal 01/07 al 01/09)
| Acquisti         | Acquisti           | Acquisti            | Acquisti                                       |
| R.               | Nome               | da                  | Modalità                                       |
| ---------------- | ------------------ | ------------------- | ---------------------------------------------- |
| D                | Brian Bayeye       | Catanzaro           | definitivo                                     |
| D                | Perr Schuurs       | Ajax                | definitivo                                     |
| C                | Emirhan İlkhan     | Beşiktaş            | definitivo (4,5 milioni + 15% futura cessione) |
| C                | Yann Karamoh       | Parma               | definitivo                                     |
| C                | Ben Lhassine Kone  | Crotone             | fine prestito                                  |
| C                | Valentino Lazaro   | Inter               | prestito con diritto di riscatto               |
| C                | Aleksej Mirančuk   | Atalanta            | prestito con diritto di riscatto               |
| C                | Nemanja Radonjić   | Olympique Marsiglia | prestito con diritto di riscatto               |
| C                | Jacopo Segre       | Perugia             | fine prestito                                  |
| C                | Nikola Vlašić      | West Ham Utd        | prestito con diritto di riscatto               |
| A                | Pietro Pellegri    | Monaco              | riscatto                                       |
| A                | Simone Verdi       | Salernitana         | fine prestito                                  |
| Altre operazioni |                    |                     |                                                |
| R.               | Nome               | da                  | Modalità                                       |
| D                | Christian Celesia  | Paganese            | fine prestito                                  |
| C                | Michel Adopo       | Viterbese           | fine prestito                                  |
| C                | Krisztofer Horváth | Szeged 2011         | fine prestito                                  |
| C                | Altin Kryeziu      | Tabor Sežana        | fine prestito                                  |
| A                | Vincenzo Millico   | Cosenza             | fine prestito                                  |
| A                | Nicola Rauti       | Pescara             | fine prestito                                  |
| A                | Samuele Vianni     | Trento              | fine prestito                                  |

| Cessioni         | Cessioni           | Cessioni       | Cessioni                                                                      |
| R.               | Nome               | a              | Modalità                                                                      |
| ---------------- | ------------------ | -------------- | ----------------------------------------------------------------------------- |
| D                | Cristian Ansaldi   |                | svincolato                                                                    |
| D                | Gleison Bremer     | Juventus       | definitivo (41 milioni € + 3,6 milioni € oneri accessori + 8 milioni € bonus) |
| D                | Armando Izzo       | Monza          | prestito                                                                      |
| C                | Ben Lhassine Kone  | Frosinone      | prestito con diritto di riscatto e controriscatto                             |
| C                | Rolando Mandragora | Juventus       | fine prestito                                                                 |
| C                | Tommaso Pobega     | Milan          | fine prestito                                                                 |
| C                | Dennis Praet       | Leicester City | fine prestito                                                                 |
| C                | Jacopo Segre       | Palermo        | definitivo                                                                    |
| A                | Andrea Belotti     |                | svincolato                                                                    |
| A                | Josip Brekalo      | Wolfsburg      | fine prestito                                                                 |
| A                | Marko Pjaca        | Juventus       | fine prestito                                                                 |
| A                | Simone Verdi       | Verona         | prestito con diritto di riscatto                                              |
| A                | Simone Zaza        |                | risoluzione consensuale                                                       |
| Altre operazioni |                    |                |                                                                               |
| R.               | Nome               | a              | Modalità                                                                      |
| D                | Christian Celesia  | Potenza        | prestito                                                                      |
| C                | Krisztofer Horváth | Debrecen       | prestito                                                                      |
| C                | Altin Kryeziu      |                | risoluzione consensuale                                                       |
| A                | Lado Akhalaia      | Virton         | prestito                                                                      |
| A                | Vincenzo Millico   | Cagliari       | definitivo                                                                    |
| A                | Nicola Rauti       | SPAL           | prestito                                                                      |
| A                | Samuele Vianni     | Piacenza       | prestito                                                                      |
| A                | Magnus Warming     | Darmstadt      | prestito                                                                      |

### Sessione invernale(dal 2/01 al 31/01)
| Acquisti         | Acquisti           | Acquisti       | Acquisti                        |
| R.               | Nome               | da             | Modalità                        |
| ---------------- | ------------------ | -------------- | ------------------------------- |
| D                | Andreaw Gravillon  | Stade de Reims | prestito con diritto di opzione |
| C                | Ivan Ilić          | Verona         | prestito con diritto di opzione |
| C                | Ronaldo Vieira     | Sampdoria      | prestito con diritto di opzione |
| Altre operazioni |                    |                |                                 |
| R.               | Nome               | da             | Modalità                        |
| D                | Christian Celesia  | Potenza        | fine prestito                   |
| C                | Krisztofer Horváth | Debrecen       | fine prestito                   |
| A                | Lado Akhalaia      | Virton         | fine prestito                   |

| Cessioni         | Cessioni           | Cessioni         | Cessioni   |
| R.               | Nome               | a                | Modalità   |
| ---------------- | ------------------ | ---------------- | ---------- |
| C                | Emirhan İlkhan     | Sampdoria        | prestito   |
| C                | Saša Lukić         | Fulham           | definitivo |
| Altre operazioni |                    |                  |            |
| R.               | Nome               | a                | Modalità   |
| D                | Christian Celesia  | Messina          | prestito   |
| C                | Simone Edera       | Pordenone        | definitivo |
| C                | Matthew Garbett    | NAC Breda        | prestito   |
| C                | Krisztofer Horváth | Kecskemét        | prestito   |
| A                | Lado Akhalaia      | Swift Hesperange | prestito   |

## Risultati

### Serie A

#### Girone di andata
| Arbitro: | Mariani (Aprilia) |

|                 |           |                           |
| Dany Mota 90+5’ | Marcatori | 43’ Mirančuk 66’ Sanabria |

| Torino 20 agosto 2022, ore 18:30 CEST 2ª giornata | Torino            | 0 – 0 referto | Lazio | Stadio Olimpico Grande Torino (16 530 spett.)\| Arbitro: \| Piccinini (Forlì) \| |
| Arbitro:                                          | Piccinini (Forlì) |               |       |                                                                                  |

| Arbitro: | Valeri (Roma) |

|               |           |                         |
| Sernicola 80’ | Marcatori | 17’ Vlašić 65’ Radonjić |

| Arbitro: | Di Bello (Brindisi) |

|                                           |           |            |
| Koopmeiners 45+4’ (rig.), 47’, 84’ (rig.) | Marcatori | 77’ Vlašić |

| Arbitro: | Volpi (Arezzo) |

|            |           |  |
| Vlašić 40’ | Marcatori |  |

| Arbitro: | Ayroldi (Molfetta) |

|              |           |  |
| Brozović 89’ | Marcatori |  |

| Arbitro: | Baroni (Firenze) |

|  |           |               |
|  | Marcatori | 90+3’ Álvarez |

| Arbitro: | Massimi (Termoli) |

|                                    |           |              |
| Anguissa 6’, 12’ Kvaratskhelia 37’ | Marcatori | 44’ Sanabria |

| Arbitro: | Fourneau (Roma) |

|           |           |            |
| Lukić 90’ | Marcatori | 49’ Destro |

| Arbitro: | Mariani (Aprilia) |

|  |           |              |
|  | Marcatori | 74’ Vlahović |

| Arbitro: | Marchetti (Ostia Lido) |

|              |           |                       |
| Deulofeu 26’ | Marcatori | 14’ Aina 69’ Pellegri |

| Arbitro: | Abisso (Palermo) |

|                         |           |             |
| Djidji 35’ Mirančuk 37’ | Marcatori | 67’ Messias |

| Arbitro: | Giua (Olbia) |

|                        |           |                  |
| Orsolini 64’ Posch 73’ | Marcatori | 26’ (rig.) Lukić |

| Arbitro: | Massa (Imperia) |

|                         |           |  |
| Radonjić 29’ Vlašić 59’ | Marcatori |  |

| Arbitro: | Rapuano (Rimini) |

|             |           |             |
| Matić 90+4’ | Marcatori | 55’ Linetty |

| Arbitro: | Dionisi (L'Aquila) |

|              |           |           |
| Mirančuk 64’ | Marcatori | 45’ Đurić |

| Arbitro: | Colombo (Como) |

|             |           |              |
| Vilhena 49’ | Marcatori | 36’ Sanabria |

| Arbitro: | Ghersini (Genova) |

|  |           |                  |
|  | Marcatori | 28’ (rig.) Nzola |

| Arbitro: | Dionisi (L'Aquila) |

|  |           |              |
|  | Marcatori | 33’ Mirančuk |

#### Girone di ritorno
| Arbitro: | Marcenaro (Genova) |

|                       |           |                        |
| Luperto 37’ Marin 69’ | Marcatori | 82’ Ricci 85’ Sanabria |

| Arbitro: | Prontera (Bologna) |

|             |           |  |
| Karamoh 49’ | Marcatori |  |

| Arbitro: | Ayroldi (Molfetta) |

|            |           |  |
| Giroud 62’ | Marcatori |  |

| Arbitro: | Camplone (Pescara) |

|                               |           |                         |
| Sanabria 41’ (rig.) Singo 79’ | Marcatori | 54’ Tsadjout 74’ Valeri |

| Arbitro: | Chiffi (Padova) |

|                                                 |           |                         |
| Cuadrado 16’ Danilo 45+1’ Bremer 71’ Rabiot 81’ | Marcatori | 2’ Karamoh 43’ Sanabria |

| Arbitro: | Rapuano (Rimini) |

|             |           |  |
| Karamoh 22’ | Marcatori |  |

| Arbitro: | Sacchi (Macerata) |

|  |           |                        |
|  | Marcatori | 20’ Singo 23’ Sanabria |

| Arbitro: | Marchetti (Ostia Lido) |

|  |           |                                                       |
|  | Marcatori | 9’, 57’ Osimhen 35’ (rig.) Kvaratskhelia 68’ Ndombele |

| Arbitro: | Pezzuto (Lecce) |

|                |           |              |
| Pianamonti 36’ | Marcatori | 66’ Sanabria |

| Arbitro: | Colombo (Como) |

|  |           |                  |
|  | Marcatori | 8’ (rig.) Dybala |

| Arbitro: | Aureliano (Bologna) |

|              |           |            |
| Sanabria 57’ | Marcatori | 9’ Vilhena |

| Arbitro: | Ghersini (Genova) |

|  |           |          |
|  | Marcatori | 43’ Ilić |

| Arbitro: | Sacchi (Macerata) |

|              |           |                           |
| Sanabria 75’ | Marcatori | 34’ Zappacosta 88’ Zapata |

| Arbitro: | Camplone (Pescara) |

|  |           |                               |
|  | Marcatori | 31’ Buongiorno 90+4’ Pellegri |

| Arbitro: | Zufferli (Udine) |

|              |           |             |
| Sanabria 46’ | Marcatori | 86’ Caprari |

| Arbitro: | Di Bello (Brindisi) |

|  |           |            |
|  | Marcatori | 29’ Vlašić |

| Arbitro: | Massimi (Termoli) |

|              |           |           |
| Sanabria 66’ | Marcatori | 48’ Jović |

| Arbitro: | Guida (Torre Annunziata) |

|  |           |                                                        |
|  | Marcatori | 24’ (aut.) Wiśniewski 72’ Ricci 76’ Ilić 90+6’ Karamoh |

| Arbitro: | Fabbri (Ravenna) |

|  |           |              |
|  | Marcatori | 37’ Brozović |

### Coppa Italia

#### Turni eliminatori
| Arbitro: | Ghersini (Genova) |

|                                     |           |  |
| Lukić 54’ Radonjić 73’ Pellegri 79’ | Marcatori |  |

| Arbitro: | Pezzuto (Lecce) |

|                                                |           |  |
| Radonjić 21’ Pellegri 55’ Schuurs 76’ Zima 80’ | Marcatori |  |

#### Fase finale
| Arbitro: | Rapuano (Rimini) |

|  |           |            |
|  | Marcatori | 114’ Adopo |

| Arbitro: | Doveri (Roma) |

|                     |           |               |
| Jović 65’ Ikoné 90’ | Marcatori | 90+3’ Karamoh |

## Statistiche
Aggiornate al 7 giugno 2023 

### Statistiche di squadra
| Competizione | Punti | In casa | In casa | In casa | In casa | In casa | In casa | In trasferta | In trasferta | In trasferta | In trasferta | In trasferta | In trasferta | Totale | Totale | Totale | Totale | Totale | Totale | DR |
| Competizione | Punti | G       | V       | N       | P       | Gf      | Gs      | G            | V            | N            | P            | Gf           | Gs           | G      | V      | N      | P      | Gf     | Gs     | DR |
| ------------ | ----- | ------- | ------- | ------- | ------- | ------- | ------- | ------------ | ------------ | ------------ | ------------ | ------------ | ------------ | ------ | ------ | ------ | ------ | ------ | ------ | -- |
| Serie A      | 53    | 19      | 5       | 7       | 7       | 15      | 19      | 19           | 9            | 4            | 6            | 27           | 22           | 38     | 14     | 11     | 13     | 42     | 41     | +1 |
| Coppa Italia | -     | 2       | 2       | 0       | 0       | 7       | 0       | 1            | 1            | 0            | 0            | 1            | 0            | 3      | 3      | 0      | 0      | 8      | 0      | +8 |
| Totale       | -     | 21      | 7       | 7       | 7       | 22      | 19      | 20           | 10           | 4            | 6            | 28           | 22           | 41     | 17     | 11     | 13     | 50     | 41     | +9 |

### Andamento in campionato
| Giornata  | 1 | 2 | 3 | 4 | 5 | 6 | 7 | 8  | 9  | 10 | 11 | 12 | 13 | 14 | 15 | 16 | 17 | 18 | 19 | 20 | 21 | 22 | 23 | 24 | 25 | 26 | 27 | 28 | 29 | 30 | 31 | 32 | 33 | 34 | 35 | 36 | 37 | 38 |
| --------- | - | - | - | - | - | - | - | -- | -- | -- | -- | -- | -- | -- | -- | -- | -- | -- | -- | -- | -- | -- | -- | -- | -- | -- | -- | -- | -- | -- | -- | -- | -- | -- | -- | -- | -- | -- |
| Luogo     | T | C | T | T | C | T | C | T  | C  | C  | T  | C  | T  | C  | T  | C  | T  | C  | T  | T  | C  | T  | C  | T  | C  | T  | C  | T  | C  | C  | T  | C  | T  | C  | T  | C  | T  | C  |
| Risultato | V | N | V | P | V | P | P | P  | N  | P  | V  | V  | P  | V  | N  | N  | N  | P  | V  | N  | V  | P  | N  | P  | V  | V  | P  | N  | P  | N  | V  | P  | V  | N  | V  | N  | V  | P  |
| Posizione | 1 | 4 | 1 | 8 | 4 | 8 | 8 | 10 | 10 | 10 | 10 | 9  | 9  | 9  | 9  | 9  | 9  | 9  | 8  | 8  | 7  | 7  | 9  | 10 | 9  | 8  | 9  | 11 | 11 | 11 | 10 | 12 | 10 | 11 | 10 | 9  | 8  | 10 |

Fonte:  Serie A – Classifica giornata, su transfermarkt.it.
Legenda:

Luogo: C = Casa; T = Trasferta. Risultato: V = Vittoria; N = Pareggio; P = Sconfitta.

### Statistiche dei giocatori
Statistiche aggiornate al 7 giugno 2023
| Giocatore           | Serie A  | Serie A | Serie A     | Serie A    | Coppa Italia | Coppa Italia | Coppa Italia | Coppa Italia | Totale   | Totale | Totale      | Totale     |
| Giocatore           | Presenze | Reti    | Ammonizioni | Espulsioni | Presenze     | Reti         | Ammonizioni  | Espulsioni   | Presenze | Reti   | Ammonizioni | Espulsioni |
| ------------------- | -------- | ------- | ----------- | ---------- | ------------ | ------------ | ------------ | ------------ | -------- | ------ | ----------- | ---------- |
| M. Adopo            | 9        | 0       | 1           | 0          | 2            | 1            | 0            | 0            | 11       | 1      | 1           | 0          |
| O. Aina             | 19       | 1       | 5           | 0          | 2            | 0            | 0            | 0            | 21       | 1      | 5           | 0          |
| B. Bayeye           | 2        | 0       | 0           | 0          | 2            | 0            | 0            | 0            | 4        | 0      | 0           | 0          |
| E. Berisha          | 0        | 0       | 0           | 0          | 0            | 0            | 0            | 0            | 0        | 0      | 0           | 0          |
| A. Buongiorno       | 34       | 1       | 8           | 0          | 4            | 0            | 0            | 0            | 38       | 1      | 8           | 0          |
| K. Djidji           | 34       | 1       | 3           | 0          | 2            | 0            | 0            | 1            | 36       | 1      | 3           | 1          |
| S. Edera            | 0        | 0       | 0           | 0          | 0            | 0            | 0            | 0            | 0        | 0      | 0           | 0          |
| M. Fiorenza         | 0        | 0       | 0           | 0          | 0            | 0            | 0            | 0            | 0        | 0      | 0           | 0          |
| M. Garbett          | 0        | 0       | 0           | 0          | 1            | 0            | 0            | 0            | 1        | 0      | 0           | 0          |
| L. Gemello          | 0        | 0       | 0           | 0          | 0            | 0            | 0            | 0            | 0        | 0      | 0           | 0          |
| G. Gineitis         | 3        | 0       | 2           | 0          | 0            | 0            | 0            | 0            | 3        | 0      | 2           | 0          |
| G. Gravillon        | 7        | 0       | 2           | 0          | 0            | 0            | 0            | 0            | 7        | 0      | 2           | 0          |
| I. Ilić             | 14       | 2       | 3           | 0          | 1            | 0            | 0            | 0            | 15       | 2      | 3           | 0          |
| E. İlkhan           | 4        | 0       | 1           | 0          | 0            | 0            | 0            | 0            | 4        | 0      | 1           | 0          |
| A. Izzo             | 0        | 0       | 0           | 0          | 0            | 0            | 0            | 0            | 0        | 0      | 0           | 0          |
| Y. Karamoh          | 21       | 4       | 2           | 0          | 2            | 1            | 0            | 0            | 23       | 5      | 2           | 0          |
| V. Lazaro           | 23       | 0       | 4           | 0          | 2            | 0            | 0            | 0            | 25       | 0      | 4           | 0          |
| K. Linetty          | 32       | 1       | 8           | 0          | 3            | 0            | 1            | 0            | 35       | 1      | 9           | 0          |
| S. Lukić            | 16       | 2       | 4           | 0          | 3            | 1            | 0            | 0            | 19       | 3      | 4           | 0          |
| V. Milinkovic-Savic | 38       | -41     | 4           | 0          | 4            | -2           | 1            | 0            | 42       | -43    | 5           | 0          |
| A. Mirančuk         | 29       | 4       | 0           | 0          | 2            | 0            | 0            | 0            | 31       | 4      | 0           | 0          |
| P. Pellegri         | 18       | 2       | 3           | 0          | 2            | 2            | 0            | 0            | 20       | 4      | 3           | 0          |
| N. Radonjić         | 28       | 2       | 1           | 0          | 2            | 2            | 1            | 0            | 30       | 4      | 2           | 0          |
| S. Ricci            | 28       | 2       | 6           | 0          | 4            | 0            | 0            | 0            | 32       | 2      | 6           | 0          |
| R. Rodriguez        | 35       | 0       | 3           | 0          | 3            | 0            | 0            | 0            | 38       | 0      | 3           | 0          |
| A. Sanabria         | 33       | 12      | 4           | 0          | 3            | 0            | 0            | 0            | 36       | 12     | 4           | 0          |
| P. Schuurs          | 30       | 0       | 5           | 0          | 3            | 1            | 0            | 0            | 33       | 1      | 5           | 0          |
| D. Seck             | 19       | 0       | 0           | 0          | 3            | 0            | 0            | 0            | 22       | 0      | 0           | 0          |
| J. Segre            | 1        | 0       | 0           | 0          | 1            | 0            | 0            | 0            | 2        | 0      | 0           | 0          |
| W. Singo            | 31       | 2       | 8           | 0          | 4            | 0            | 0            | 0            | 35       | 2      | 8           | 0          |
| S. Verdi            | 0        | 0       | 0           | 0          | 0            | 0            | 0            | 0            | 0        | 0      | 0           | 0          |
| R. Vieira           | 2        | 0       | 0           | 0          | 0            | 0            | 0            | 0            | 2        | 0      | 0           | 0          |
| N. Vlašić           | 34       | 5       | 1           | 0          | 3            | 0            | 0            | 0            | 37       | 5      | 1           | 0          |
| M. Vojvoda          | 29       | 0       | 3           | 0          | 3            | 0            | 0            | 0            | 32       | 0      | 3           | 0          |
| S. Zaza             | 0        | 0       | 0           | 0          | 0            | 0            | 0            | 0            | 0        | 0      | 0           | 0          |
| D. Zima             | 9        | 0       | 0           | 0          | 2            | 1            | 0            | 0            | 11       | 1      | 0           | 0          |